# Unité urbaine de Gap
L'unité urbaine de Gap est une unité urbaine française centrée sur Gap, préfecture et principale ville des Hautes-Alpes dans la région Provence-Alpes-Côte d'Azur.

## Données générales
En 2010, selon l'Insee, l'unité urbaine était composée de deux communes.
En 2020, à la suite d'un nouveau zonage, elle est composée des deux mêmes communes.
En 2022, avec 41 129 habitants, elle représente la 1re unité urbaine du département des Hautes-Alpes et occupe le 10e rang dans la région Provence-Alpes-Côte d'Azur.
En 2022, sa densité de population s'élève à 340 hab/km2. Par sa superficie, elle ne représente que 2,2 % du territoire départemental mais, par sa population, elle regroupe 29,03 % de la population du département des Hautes-Alpes.

## Composition de l'unité urbaine en 2020
Elle est composée des deux communes suivantes :
| Nom                | Code Insee | Département  | Statut       | Superficie (km2) | Population (dernière pop. légale) | Densité (hab./km2) | Modifier                                    |
| ------------------ | ---------- | ------------ | ------------ | ---------------- | --------------------------------- | ------------------ | ------------------------------------------- |
| Gap (ville-centre) | 05061      | Hautes-Alpes | ville-centre | 110,43           | 40 656 (2022)                     | 368                | modifier les données · modifier les données |
| La Rochette        | 05124      | Hautes-Alpes | banlieue     | 10,34            | 473 (2022)                        | 46                 | modifier les données · modifier les données |

## Évolution démographique
| 1968   | 1975   | 1982   | 1990   | 1999   | 2010   | 2015   | 2022   |
| ------ | ------ | ------ | ------ | ------ | ------ | ------ | ------ |
| 24 853 | 28 547 | 31 044 | 33 841 | 36 637 | 40 167 | 41 248 | 41 129 |

#### Données générales
- Unité urbaine
- Aire d'attraction d'une ville
- Liste des unités urbaines de France

#### Données démographiques en rapport avec l'unité urbaine de Gap
- Aire d'attraction de Gap
- Arrondissement de Gap

#### Données démographiques en rapport avec les Hautes-Alpes
- Démographie des Hautes-Alpes